# One of Us (песен на Джоан Озбърн)
One of Us (на български: „Един от нас“) е песен, написана от Ерик Базилиън от The Hooters и изпълнена от американската певица Джоан Озбърн, издадена в началото на 1995 година от албума ѝ Relish, и продуцирана от Рик Чертоф. През ноември същата година песента влиза в класацията Top 40. Песента получава три номинации за Грами и достига до номер 4 в класацията Billboard Hot 100, но Озбърн не успява да повтори този комерсиален успех и One of Us освен дебютен, остава и единственият ѝ хит.

## История
В свое интервю, Ерик Базилиън твърди, че написва музиката за One of Us за една нощ и това е най-бързата песен, която някога е писал. По това време е по средата на записите за албум на Джоан Осбърн заедно с продуцента Рик Чертоф и Роб Хайман. Поначало Базилиън не мисли, че Джоан е подходяща за изпълнителка на песента, но на предложението на Рик Чертоф тя се съгласява и записват лайв демо на песента под акомпанимента на китара. По думите на Базилиън, като чул резултата, започнал да измисля речта, която би изнесъл при получаването на статуетката „Грами“.

## Текст на песента
Песента е свързана с различни аспекти на вярата в Бог, като задава различни въпроси, подканяща слушателя да си представи как би се отнесъл с Бог в различни ситуации, като например „Как би нарекъл Господ в лицето му?“ или „Би ли искал да видиш Божието лице, ако това означава да трябва да вярваш в неща като рая, Исус, светците и всички пророци?“
Студийната версия на песента започва с четири реда на песен, наречена The Aeroplane Ride, записана на 27 октомври 1937 от американския фолклорист Алън Ломакс и спругата му Елизабет за Архива на американските фолклорни песни към Библиотеката на конгреса. Изпълнява я Нел Хемптън от Селиърсвил, Кентъки, като вариация на химна от 1928 година на Джон С. Макконъл Heavenly Aeroplane.

## Видеоклип
Продуциран от Марк Селиджър и Фред Удуърд, видеоклипът е основно сниман на Кони Айлънд. Показани са различни атракциони като скоростно влакче, виенско колело и Нюйоркския аквариум, редуващи се с тонирани в сепия архивно изглеждащи кадри и близък план на Джоан, пееща пред камерата.

## Отзиви от публиката
Roch Parisien called the song a simple, direct statement of faith, honest and unadorned, one framed in a near-perfect chorus and delectable Neil Young-ish guitar riff.
През 2007 година песента попада под номер 54 в класацията на VH1 за 100-те най-велики песни на 1990-те и под номер 10 в класацията на същия канал на 40-те най-добри изпълнители с еднократни хитове от 1990-те.

## Издания
1. One of Us (сингъл) – 5:05

CD single – Франция
1. One of Us (сингъл) – 4:16
2. One of Us (студийна версия) – 5:21

CD single – САЦ
1. One of Us (студийна версия) – 5:21
2. Dracula Moon – 6:21

CD макси сингъл – Европа
1. One of Us (сингъл) – 4:16
2. Dracula Moon – 6:21
3. One of Us (студийна версия) – 5:21
4. Crazy Baby (лайв от Фокс Тиътър, Боулдър, Колорадо) – 8:06

## Състав
- Джоан Озбърн – вокали
- Ерик Базилиън – китари, беквокали, електрическо пиано
- Марк Игън – баскитара
- Роб Хайман – барабани, мелотрон, беквокали
- Уилям Уитман – миксиране

## Признание
Песента получава три номинации за „Грами“ през 1996 година в категориите „Най-добро женско вокално поп изпълнение“, „Запис на годината“ и „Песен на годината“.
През януари 1996 година песента One of Us достига до топ 10, изкачвайки се до номер 4 в класацията Billboard Hot 100.